# Liste der Biografien/Wala
Liste der Biografien |
Portal Biografien |
Personensuche
# |
A |
B |
C |
D |
E |
F |
G |
H |
I |
J |
K |
L |
M |
N |
O |
P |
Q |
R |
S |
T |
U |
V |
W |
X |
Y |
Z |
?
 
Wa |
Wc |
Wd |
We |
Wh |
Wi |
Wj |
Wl |
Wn |
Wo |
Wr |
Ws |
Wt |
Wu |
Ww |
Wy |
Wz
 
Waa |
Wab |
Wac |
Wad |
Wae |
Waf |
Wag |
Wah |
Wai |
Waj |
Wak |
Wal |
Wam |
Wan |
Wao |
Wap |
Waq |
War |
Was |
Wat |
Wau |
Wav |
Waw |
Wax |
Way |
Waz
 
Wala |
Walb |
Walc |
Wald |
Wale |
Walf |
Walg |
Walh |
Wali |
Walj |
Walk |
Wall |
Walm |
Waln |
Walo |
Walp |
Walq |
Walr |
Wals |
Walt |
Walu |
Walw |
Waly |
Walz
Die Liste der Biografien führt alle Personen auf, die in der deutschsprachigen Wikipedia einen Artikel haben. Dieses ist eine Teilliste mit 32 Einträgen von Personen, deren Namen mit den Buchstaben „Wala“ beginnt.

## Wala
- Wala († 836), sächsischer Graf und später Abt
- Wala von Metz († 882), Bischof von Metz
- Wala, Adolf (* 1937), österreichischer Bankmanager
- Wala, Anna (1891–1944), österreichisches Mannequin, später Beamtin und Widerstandskämpferin gegen den Nationalsozialismus
- Wala, Michael (* 1954), deutscher Historiker
- Wala, Piotr (1936–2013), polnischer Skispringer
- Wala, Tadeáš (* 1932), tschechischer Pilot und Flugzeugkonstrukteur

### Walac
- Walace (* 1995), brasilianischer Fußballspieler
- Walach, Harald (* 1957), deutscher Psychologe und AlternativmedizinerHarald Walach (* 1957)

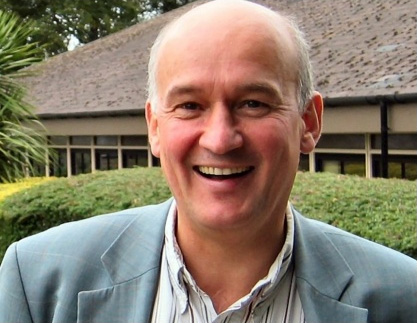
Harald Walach (* 1957)

- Wałach, Miłosz (* 2001), polnischer Handballspieler
- Walach, Thomas (* 1983), österreichischer Journalist, Historiker und Politiker
- Walachowski, Anna (* 1966), polnische Pianistin
- Walachowski, Ines (* 1969), polnische Pianistin

### Walad
- Waladsko, Aljaksandr (* 1986), belarussischer Fußballspieler
- Waladsko, Maksim (* 1992), belarussischer Fußballspieler

### Walae
- Walaeus, Antonius (1573–1639), Calvinist, reformierter Theologe und Professor an der Leidener Universität

### Walah
- Walahfrid Strabo (807–849), fränkischer Dichter und Diplomat des frühen Mittelalters, Benediktiner, Abt des Klosters ReichenauWalahfrid Strabo (807–849)

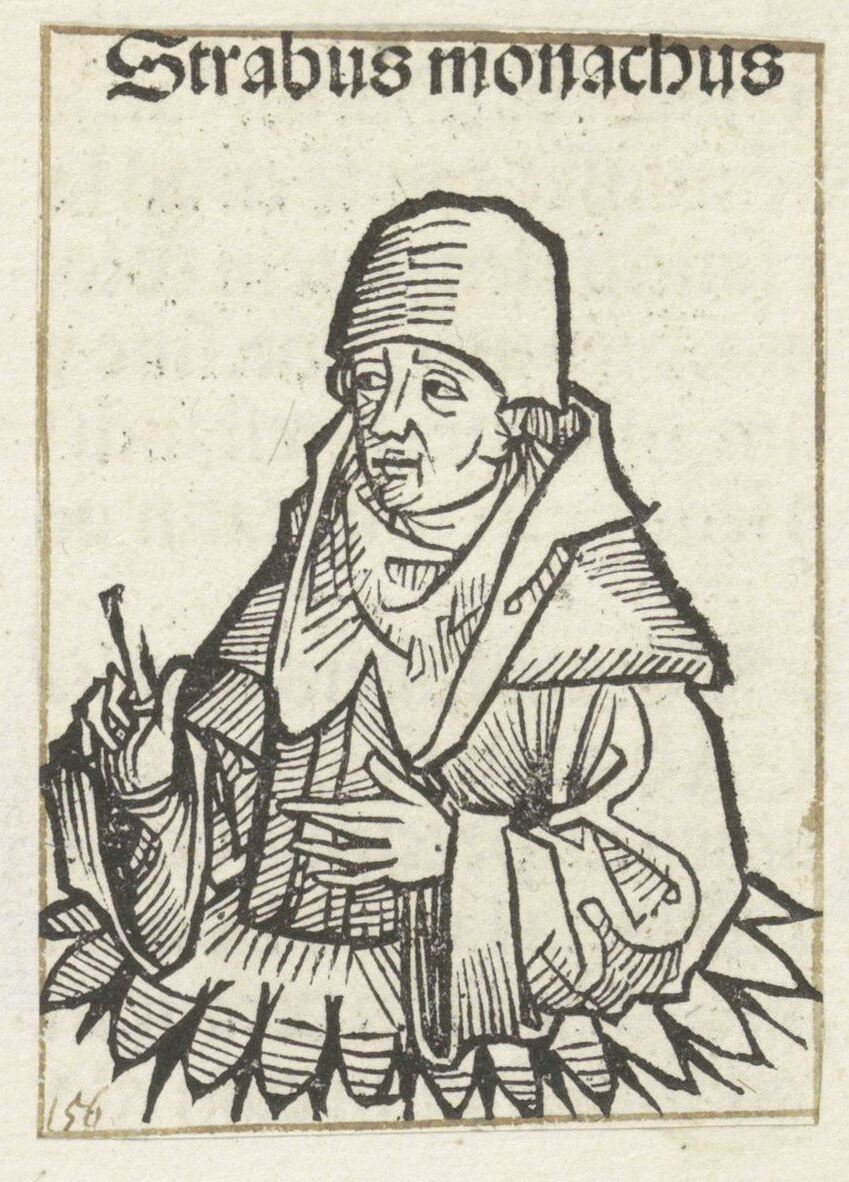
Walahfrid Strabo (807–849)

- Walaho IV., Graf im Wormsgau nach 840

### Walal
- Walala, Camille (* 1975), französische Textil-, Raum- und Objektkünstlerin

### Walan
- Wåland, Marie (* 1994), norwegische Badmintonspielerin
- Wåland, Trond (* 1970), norwegischer Badmintonspieler
- Walanni, hethitische Großkönigin

### Walar
- Walaricus, Gestalt des frühen Mönchtums im Frankenreich

### Walas
- Walas, Chris (* 1955), US-amerikanischer Regisseur
- Walaschek, Eugène (1916–2007), Schweizer Fussballspieler
- Walasek, Tadeusz (1936–2011), polnischer Boxer
- Walasek, Zofia (1933–2022), polnische Leichtathletin
- Walasi, Chris (* 1980), salomonischer Sprinter
- Walasiewicz, Stanisława (1911–1980), polnisch-US-amerikanische Leichtathletin

### Walat
- Walatta Petros (1592–1642), äthiopische Heilige

### Walau
- Walaus, Bischof von Basel

### Walaz
- Walaza, Bayanda (* 2006), südafrikanischer Sprinter